# Louis de Vervins

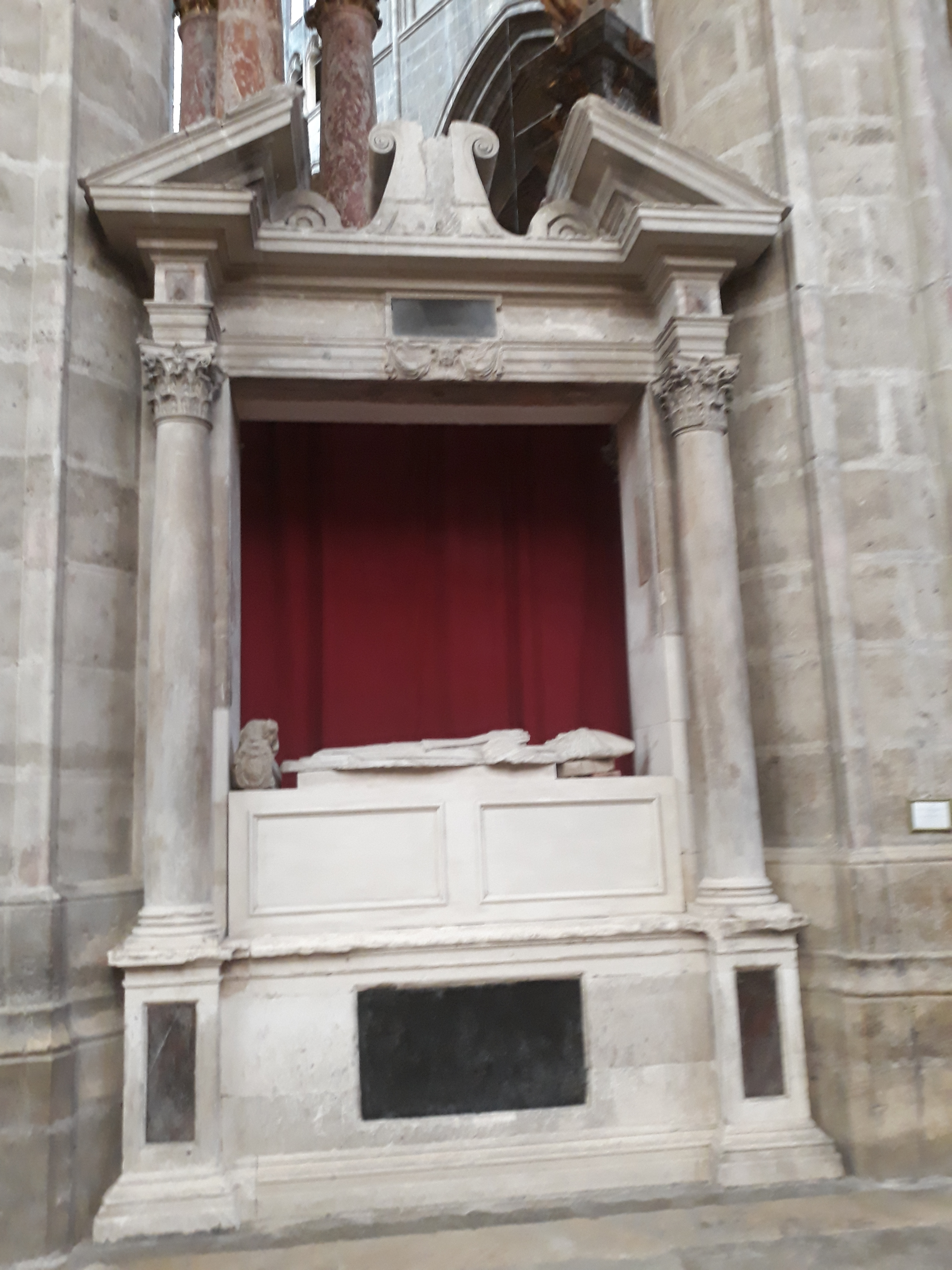
Tombeau de Louis de Vervins dans la Cathédrale Saint-Just et Saint-Pasteur de Narbonne.

Louis de Vervins (Carpentras, 4 août 1557 - Narbonne, 8 février 1628) est un ecclésiastique dominicain qui fut archevêque de Narbonne de 1600 à 1628.

## Biographie
Louis est issu d'une famille modeste originaire de Beaumes-de-Venise près de Carpentras. Il est le fils ainé de Jean de Ronon, capitaine du château et de sa seconde épouse Madeleine de Buneis. Il entre dans l'ordre des prêcheurs au couvent de Carpentras et fait ses études à Aix-en-Provence où il obtient son doctorat en théologie et devient professeur à l'université de Toulouse. Il est un membre très actif de son ordre mais aussi dans le clergé séculier dans les dernières années des guerres de Religion. Il exerce la fonction de vicaire général de l'évêque de Castres vers 1578. Dix ans plus tard il est le prieur des Dominicains de Carpentras et d'Avignon (1593). Devenu Commissaire général de son ordre il est chargé de réformer les couvents de sa province. Député de l'Inquisition d'Avignon en 1588, il devient Inquisiteur en 1590. Opposé à Henri de Navarre, il est très actif dans la politique de la Provence au début de la décennie 1590. 
Proposé comme évêque de Nimes par François de Joyeuse dès 1598, il doit s'effacer devant Pierre de Valernod, le candidat de Henri de Montmorency. François de Joyeuse réussit à l'imposer à Narbonne comme son successeur et il est confirmé le 17 juillet 1600 et consacré par le cardinal en décembre de la même année.
Il laisse le souvenir d'un prélat pieux et zélé qui introduit dans son diocèse les Prêtres de la doctrine chrétienne et les Carmélites et réunit un concile provincial en avril 1609. Il fait également fonction d'« administrateur spirituel » du diocèse de Béziers pendant la minorité de l'évêque Thomas II de Bonsi. En 1622 il prend Claude de Rebé comme coadjuteur et futur successeur et meurt en 1628.